# Zhao Ruirui
Zhao Ruirui, född 8 oktober 1981 i Nanjing, är en kinesisk volleybollspelare. Hon blev olympisk guldmedaljör i volleyboll vid sommarspelen 2004 i Aten.